# Bautastein von Bud

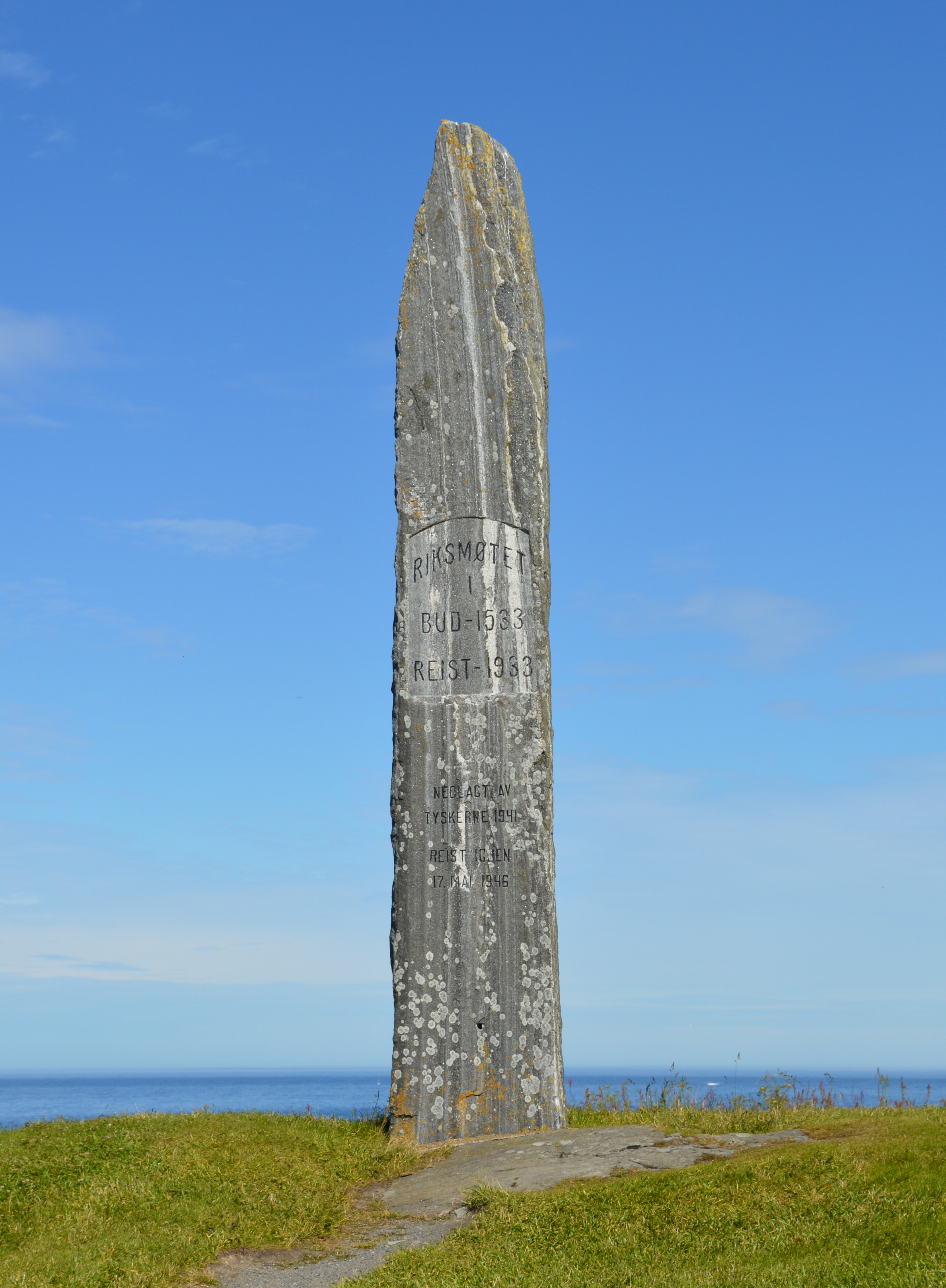
Bautastein von Bud

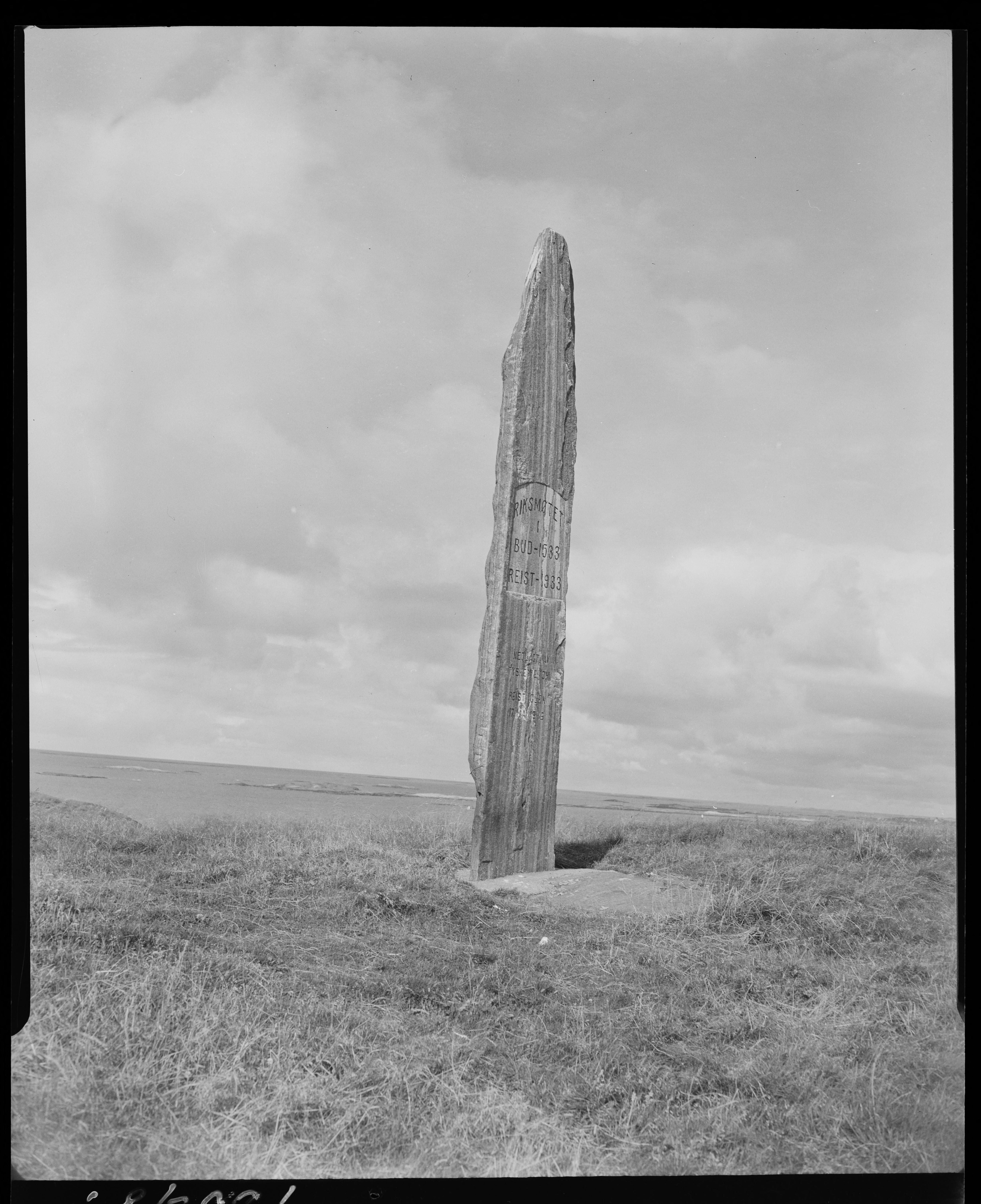
Bautastein, etwa 1952/53

Der Bautastein von Bud ist ein Bautastein im Dorf Bud in der norwegischen Kommune Hustadvika im Fylke Møre og Romsdal.

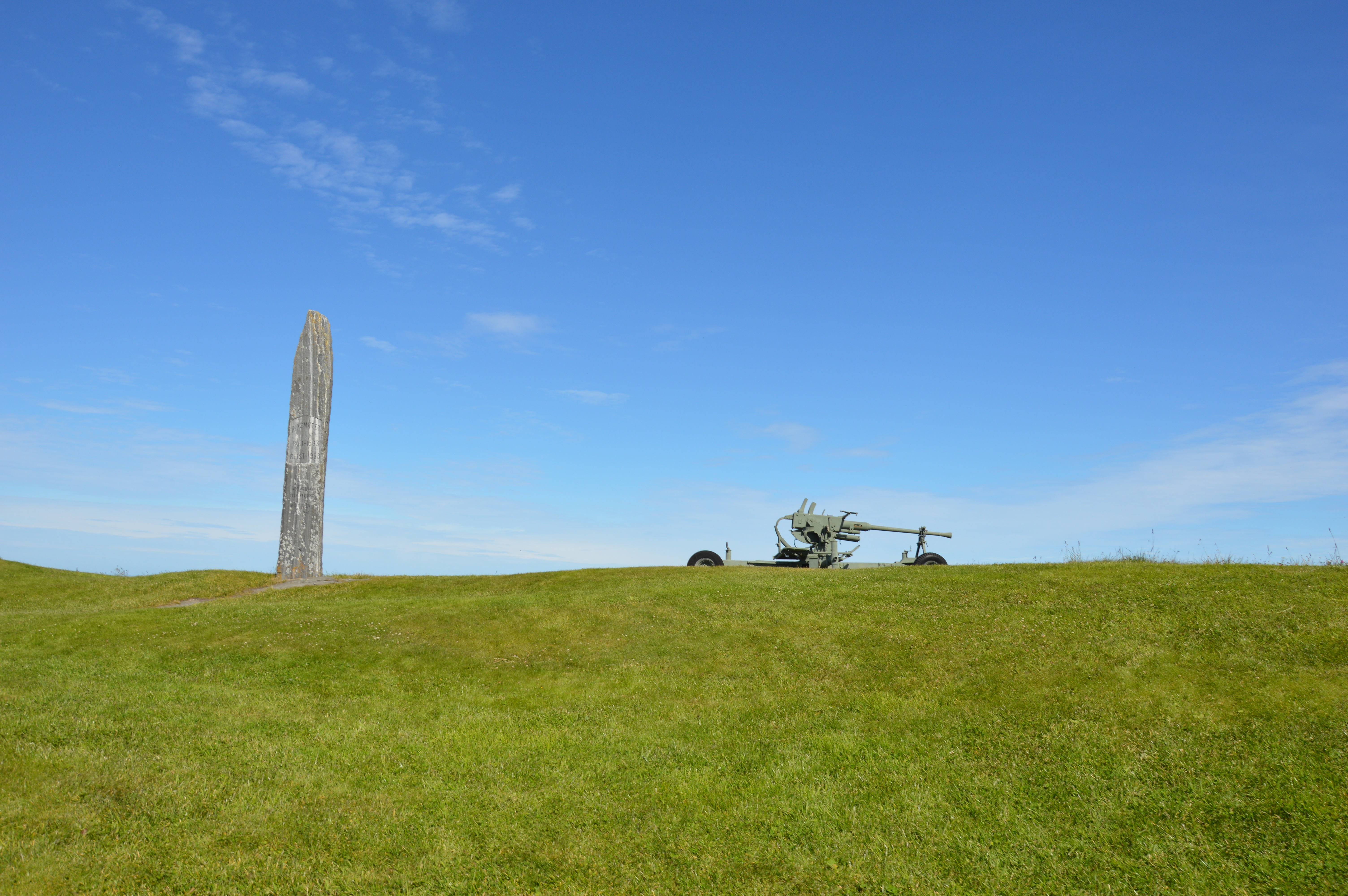
Bautastein im Umfeld der Heeres-Küsten-Batterie 17./976 Bud

## Lage
Er befindet sich auf einer Anhöhe im nördlichen Teil des Dorfes auf dem Gelände der heute als Museum genutzten Heeres-Küsten-Batterie 17./976 Bud.

## Gestaltung und Geschichte
Der Bautastein wurde am 20. August 1933 anlässlich des 400. Jahrestags des 1533 in Bud abgehaltenen norwegischen Reichstreffens errichtet. Er ist 5,80 Meter hoch, 0,80 Meter breit und 0,25 Meter tief. Während des Zweiten Weltkriegs entstand im Umfeld des Bautasteins die deutsche Heeres-Küsten-Batterie 17./976 Bud. In diesem Zusammenhang wurde der Stein im Jahr 1941 niedergelegt. Nach Kriegsende erfolgte am 17. Mai 1946 die Wiederaufstellung des Steins.
Der Bautastein trägt auf seiner Vorderseite die Inschrift:
RIKSMØTET

I

BUD – 1533

REIST – 1933
NEDLAGT AV

TYSKERNE 1941

REIST IGJEN

17. MAI 1946
(deutsch: Reichstreffen in Bud 1533, errichtet 1933, niedergelegt von den Deutschen 1941, wiedererrichtet 17. Mai 1946)